# Pay-per-view
Pay-per-view (PPV) er en form for webcast-service, hvor der opkræves en brugerbetaling for at benytte en given tjeneste på internettet eller kabelnettet. Det kan være betalingsudsendelser i radioen, i fjernsynet eller ved elektroniske bøger eller tidsskrifter på nettet.
I forbindelse med betalings-tv, kan seerne kan købe sig til at se en begivenhed hjemme hos dem selv via et kodet tv-signal. Begivenheden bliver sendt samtidig til alle tv-seerne, der har bestilt den (i modsætning til video-on-demand-systemet, hvor det er muligt, at tv-seerne kan vælge at se programmet, når de har lyst. Begivenheder kan købes ved at bruge en guide på fjernsynet eller ved at bestille programmet telefonisk. Det er ofte film, sportsbegivenheder, pornofilm og særlige begivenheder, der kan købes via pay-per-view. Teknisk sker det gennem ved et kodet signal. Fordelen ved pay-per-view er, at forbrugeren betaler lige præcis for, hvad vedkommende kommer til at se.
I Danmark er det ikke ret almindeligt at gøre brug af pay-per-view, og systemet er mest kendt fra nogle af Brian Nielsens boksekampe, eksempelvis hans kamp mod Mike Tyson i Parken. I USA og Canada er det mere almindeligt med pay-per-view-shows inden for bl.a. wrestling og boksning, og World Wrestling Entertainment har det største salg af pay-per-view-shows.